# كليمنتس ماركهام
كليمنتس روبرت ماركهام (بالإنجليزية: Clements Robert Markham)‏ (20 يوليو 1830 - 30 يناير 1916) مستكشف جغرافي وكاتب إنجليزي شغل منصب سكرتير الجمعية الجغرافية الملكية بين عامي 1863 و1888، ثم شغل بعد ذلك منصب رئيس الجمعية لمدة 12 عامًا أخرى. بصفته الأخيرة، كان مسؤولاً بشكل رئيسي عن تنظيم البعثة الوطنية البريطانية للقطب الجنوبي في الفترة من 1901 إلى 1904، وعن إطلاق مسيرة روبرت فالكون سكوت القطبية.